# Euscorpius hakani
Espèce
Euscorpius hakani est une espèce de scorpions de la famille des Euscorpiidae.

## Distribution
Cette espèce est endémique de la province de Denizli en Turquie. Elle se rencontre vers Bozkurt entre 1 599 et 1 700 m d'altitude sur le mont Eşeler.

## Description
Le mâle holotype mesure 30,67 mm et la femelle paratype 29,93 mm.

## Étymologie
Cette espèce est nommée en l'honneur de Hakan Durmuş.

## Publication originale
- Tropea & Yağmur, 2016 : Two New Species of Euscorpius Thorell, 1876 from Southern Turkey (Scorpiones: Euscorpiidae). Euscorpius, no 234, p. 1-19 (texte intégral).